# Najlepsze z dobrych
Najlepsze z dobrych – kompilacja największych przebojów zespołu Varius Manx. Na płycie znajdują się cztery premierowe utwory.
Album ten został wydany z okazji 10-lecia istnienia zespołu.
Album wydany został także w wersji multimedialnej, zawiera bowiem fragmenty teledysków grupy, jej historię oraz niepublikowane zdjęcia.

## Lista utworów
1. Teraz i tu – 3:22
2. Wolni w niewoli – 3:49
3. Orła cień – 3:07
4. Zanim zrozumiesz – 3:06
5. Piosenka księżycowa – 2:55
6. Tokyo – 3:16
7. Dlaczego ja (Zabij mnie) – 3:45
8. Kiedy mnie malujesz – 3:59
9. Świece na wietrze – 4:25
10. Pocałuj noc (Do Ciebie) – 3:23
11. Ten sen – 4:11
12. Ruchome piaski – 2:10
13. Czy tak chcesz – 3:39
14. Dla M. – 3:33
15. Najmniejsze państwo świata – 3:40
16. Najlepszy z dobrych – 4:13
17. The Gardeneres – 3:50
18. Vale of Tears – 3:41

### Single
1. Teraz i tu
2. Wolni w niewoli

## Twórcy
- Kasia Stankiewicz – wokal  (utwory: 1, 2, 3, 8, 11, 12, 13, 14, 15 i 16)
- Anita Lipnicka - wokal  (utwory: 4, 5, 6, 7, 9, 10, 17 i 18)
- Robert Janson - saksofon
- Paweł Marciniak – gitara basowa, fortepian
- Michał Marciniak – gitary
- Sławek Romanowski – perkusja